# August Cronstedt
August Rudolf Cronstedt, född den 1 april 1819 i Karlskrona, död där den 9 oktober 1903, var en svensk greve och sjömilitär. Han var son till Claes August Cronstedt och far till Nils Henning Cronstedt.
Cronstedt blev sekundlöjtnant vid flottan 1841 och premiärlöjtnant där 1848. Han deltog i fregatten Eugenies världsomsegling 1851–1853. Cronstedt befordrades till kaptenlöjtnant 1857, till kapten 1861, till kommendörkapten av första graden 1866 och till kommendör 1874. Han var kommendant i Karlskrona 1868–1874 och militärchef där 1878–1882. Cronstedt beviljades avsked ur krigstjänsten 1882. Han invaldes som ledamot av Örlogsmannasällskapet 1865 och blev  hedersledamot 1876. Cronstedt blev riddare av Svärdsorden 1864 och kommendör av första klassen av samma orden 1878.